# Alex Tse
Alex R. Tse, född 20 maj 1976 i San Francisco, är en amerikansk manusförfattare. Hans far var en bankman och hans mor en lärarinna och han växte upp i Richmond District i San Francisco. Tse gick i skolan i Alamo Elementary School, Presidio Middle School och senare Lowell High School i detta område. Hans föräldrar var filmintresserade och under sin barndom fick Tse se många filmer som var olämpliga för hans unga ålder såsom Heavy Metal, Prom Night och Experimentet. Tse gick senare på Emerson College i Boston, där han ett tag funderade på att bli journalist. Efter att han hade sett Pulp Fiction inspirerades han till att bli manusförfattare. Efter sina studier började han arbeta för Miramax Films och Walt Disney Pictures och han var delaktig i skrivandet av filmerna Heavy (1995) och Man on the Moon (1999). 2004 var Tse med och skrev Spike Lees film Sucker Free City och 2009 var han med om att skriva manus till Watchmen.